# Денисов, Иван Сергеевич
Иван Сергеевич Денисов (укр. Іван Сергійович Денисов; род. 28 мая 2007 года в Александрии, Кировоградская область, Украина) — украинский футболист, игрок львовского «Руха».

## Клубная карьера
В 2018—2021 годах Иван занимался футболом в школе «Александрия-Аметист» из своего родного города. В 2021 году он вошёл в систему львовского «Руха». 24 сентября 2023 года игрок дебютировал во взрослом футболе в составе «Руха-2», выйдя на замену в матче второй лиги Украины против «Чайки». В сезоне 2024/25 его стали привлекать к тренировкам и играм первой команды клуба. Иван впервые сыграл за неё 10 мая 2025 года, заменив Ярослава Карабина на 83-й минуте встречи с «Вересом» в украинской премьер-лиге. 8 дней спустя он принял участие в поединке с «Левым Берегом», выйдя на замену вместо Василия Рунича на 87-й минуте.

## Международная карьера
Иван представляет Украину на юношеском уровне. В 2024 году в составе юношеской сборной Украины до 17 лет он принимал участие на юношеском чемпионате Европы на Кипре. На этом турнире игрок сыграл во всех 3 матчах, отметившись голевой передачей во встрече с кипрскими сверстниками. Всего за юношескую сборную Украины Иван провёл 11 матчей и забил 1 гол.